# إفريقيا تتحدث!
أفريقيا تتحدث! (بالإنجليزية: Africa Speaks!) هو فيلم أبيض وأسود وثائقي أمريكي من إنتاج عام 1930 ومن إخراج والتر فيوتر ورواه لويل توماس. يترأس بول ل. هوفلر رحلة استكشافية إلى إفريقيا لتصوير الحياة البرية والقبائل في فيلم الوثائقي إنتاج
على الرغم من أن الفيلم قد تم تصويره على مدار أربعة عشر شهرًا من الحملة الاستكشافية في سيرينجيتي وأوغندا ، إلا أن مشهدًا يتضمن هجومًا من قبل أسد على أحد السكان الأصليين تم تصويره على ما يبدو في حديقة حيوان سيليج في لوس أنجلوس وشمل أسدًا بلا أسنان.
كتب هوفلر كتابًا بعنوان إفريقيا تتحدث عن الرحلة الاستكشافية التي نُشرت عام 1931. تمت محاكاة عنوان الفيلم في فيلم الرسوم المتحركة صرير أفريقيا عام 1940 وفيلم أبوت وكوستيلو صرخات أفريقيا عام 1949.

## أحداث الفيلم
يقود المستكشف بول هوفلر رحلة سفاري إلى وسط إفريقيا وما كان يُطلق عليه حينها الكونغو البلجيكية، في المناطق التي تسكنها قبائل وسارا وقبائل أوبانغي الشهيرة، تظهر المشاهد حياة تلك القبائل اليومية، والحيوانات البرية.

## روابط خارجية
- إفريقيا تتحدث!  في قاعدة بيانات الأفلام على الإنترنت (بالإنجليزية)
- إفريقيا تتحدث! متوفر للتحميل المجاني على أرشيف الإنترنت